# Inaechelys pernambucensis
Inaechelys pernambucensis é uma espécie extinta da subordem Pleurodira (ordem Testudines) da família Bothremydidae. Esta espécie viveu há 62 milhões de anos, durante o Paleoceno, nas regiões costeiras do que hoje é o estado de Pernambuco, Brasil. Seus fósseis foram encontrados na Pedreira Poty, uma mina de calcário localizada no município de Paulista, Pernambuco, próxima à cidade do Recife.
A denominação "Inaechelys pernambucensis" significa "Rainha do Mar de Pernambuco". "Inaê"  é um nome feminino de origem iorubá. Trata-se de uma outra denominação para Iemanjá, a orixá do mar nos cultos afro-brasileiros.
O artigo de descrição de Inaechelys foi publicado na revista Zootaxa em junho de 2016 pelas pesquisadoras Anny R. Carvalho (UFPE), Aline M. Ghilardi (UFPE) e Alcina M. F. Barreto (UFPE). A descrição de Inaechelys foi feita com base em um plastão quase completo, algumas placas da carapaça e elementos ósseos da cintura pélvica. A análise filogenética apresentada pelas autoras do artigo (Carvalho et al., 2016) indica que o táxon mais proximamente relacionado à Inaechelys seria Rosasia, uma Bothremydidae do Cretáceo de Portugal.

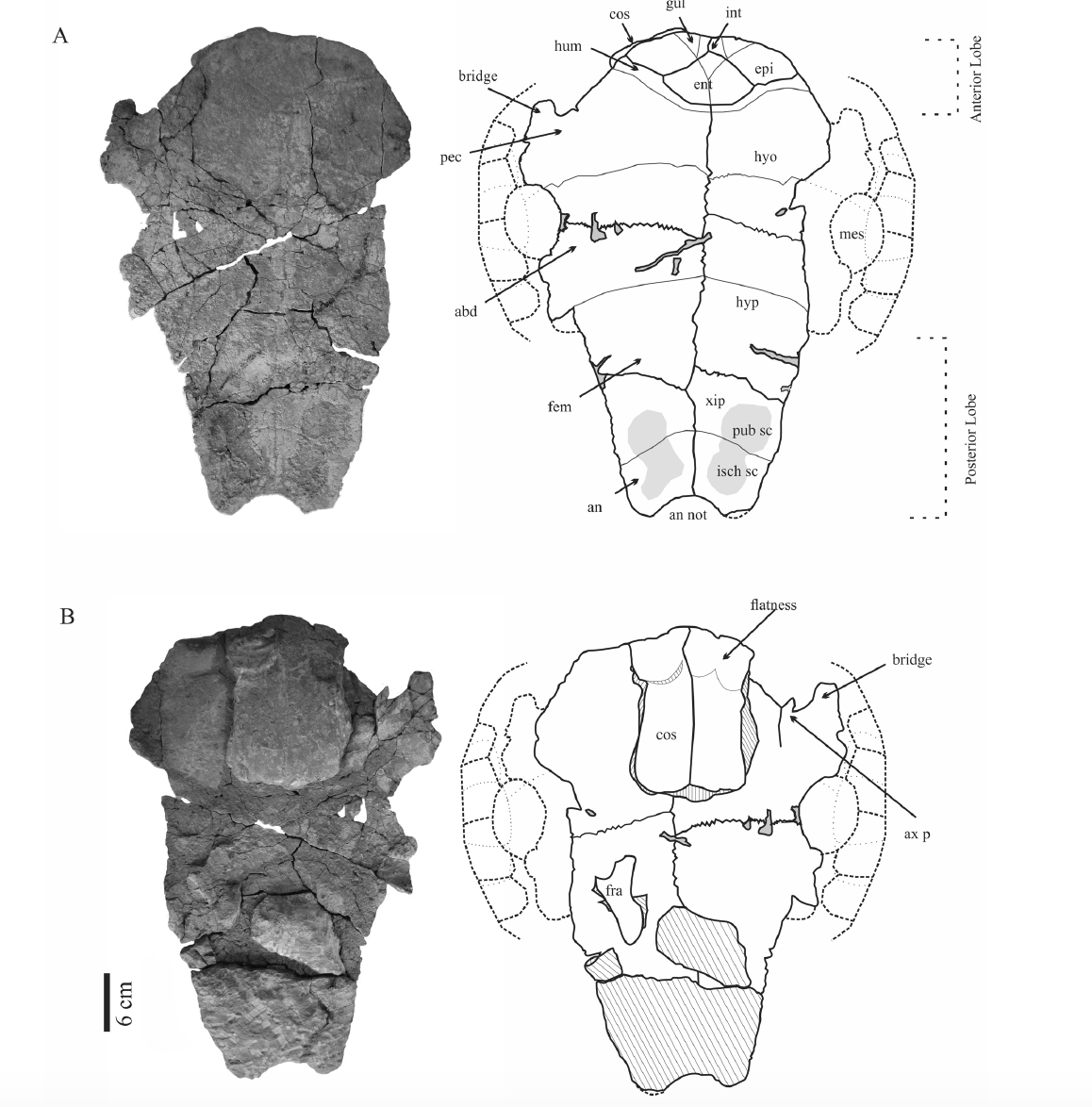
Plastrão de Inaechelys, retirado de Carvalho et al. (2016).